# Course de côte du mont Faron (Zeitfahren)
Course de côte du mont Faron war ein französisches Radrennen für Berufsfahrer, das von 1952 bis 1970 am Mont Faron bei Toulon als Bergzeitfahren veranstaltet wurde.
Unter dem Namen „Course de côte du mont Faron“ wurde von 1920 bis 1966 auch ein Straßenrennen ausgetragen.

## Sieger
- 1952  Jean Dotto
- 1953  Jean Dotto
- 1954  Jean Dotto
- 1955  Federico Bahamontes
- 1956  José Gil Solé
- 1957  Valentin Huot
- 1958  Charly Gaul
- 1959  Roger Rivière
- 1960  Tom Simpson
- 1961  Raymond Poulidor
- 1962  Federico Bahamontes
- 1963  Federico Bahamontes
- 1964  Federico Bahamontes
- 1965  Jacques Anquetil
- 1966  Raymond Poulidor
- 1967  Lucien Aimar
- 1968  Charles Rigon
- 1969  nicht ausgetragen
- 1970  Bernard Thévenet